# Damnatio ad bestias

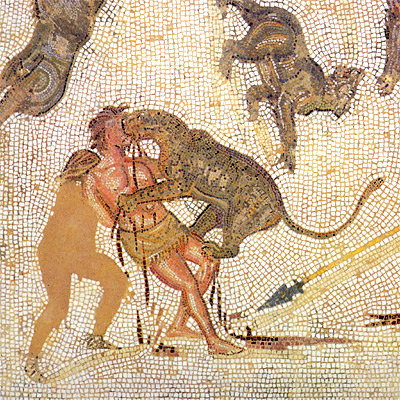
Panteras devorando a un criminal. Mosaico romano del. Museo Arqueológico de Susa (Túnez).

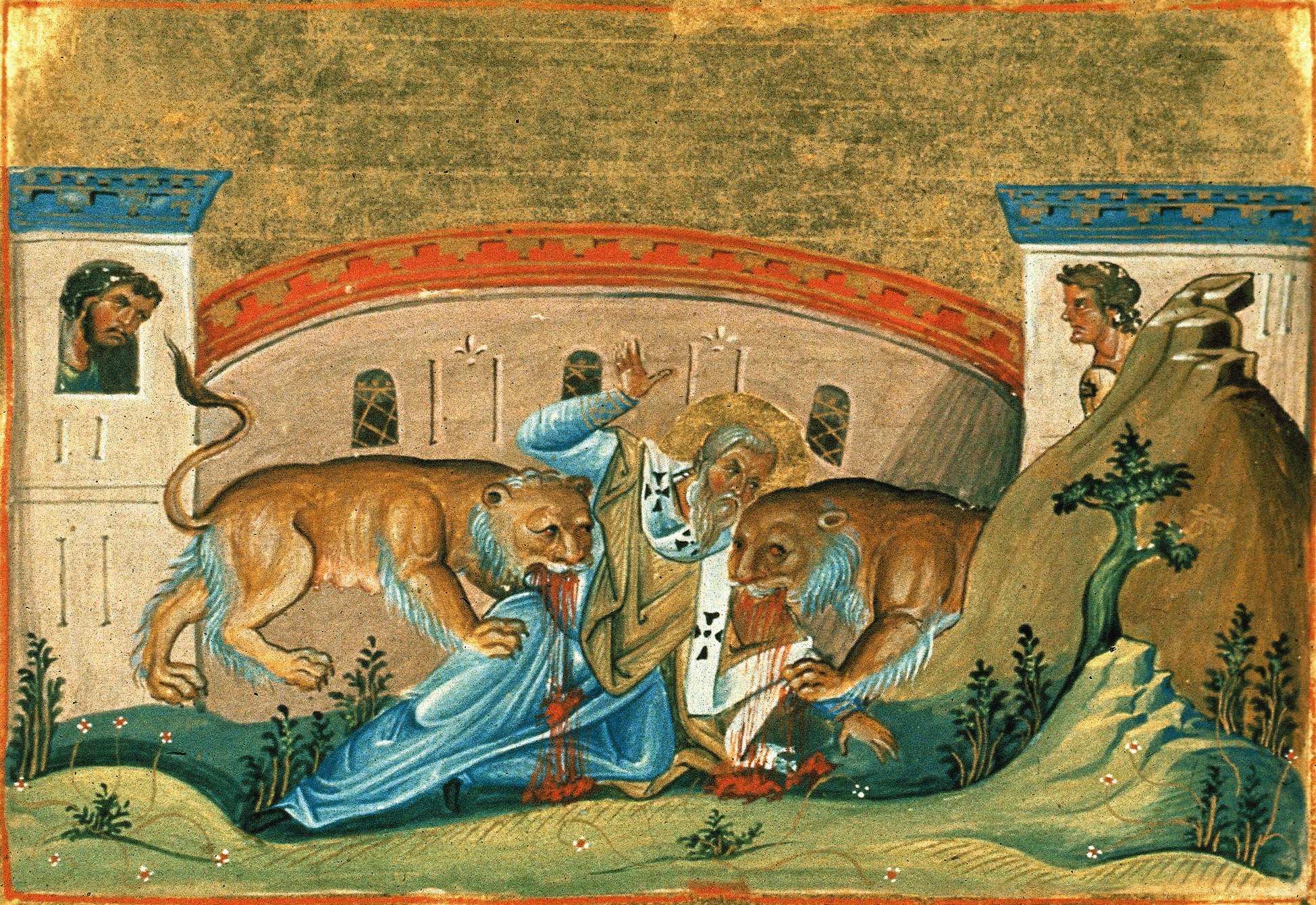
Ignacio de Antioquía siendo despedazado por leones.

Damnatio ad bestias o simplemente, ad bestias (latín para "condena a las fieras") fue un tipo particular de pena de muerte donde los condenados eran mutilados en la arena del circo o arrojados a una jaula de fieras, por lo general, leones.
La costumbre fue importada por la Antigua Roma alrededor del siglo II a. C. desde Asia, donde existía una pena similar desde al menos el siglo VI a. C.. En Roma, la damnatio ad bestias fue utilizada como entretenimiento y formó parte de los juegos inaugurales del Anfiteatro Flavio. Entre los siglos I y III, esta pena se aplicaba principalmente a los peores criminales y a los primeros cristianos durante las persecuciones (en latín: christiani ad leones, "cristianos a los leones"). La damnatio ad bestias fue suprimida en el año 681.

## Historia

### Asia

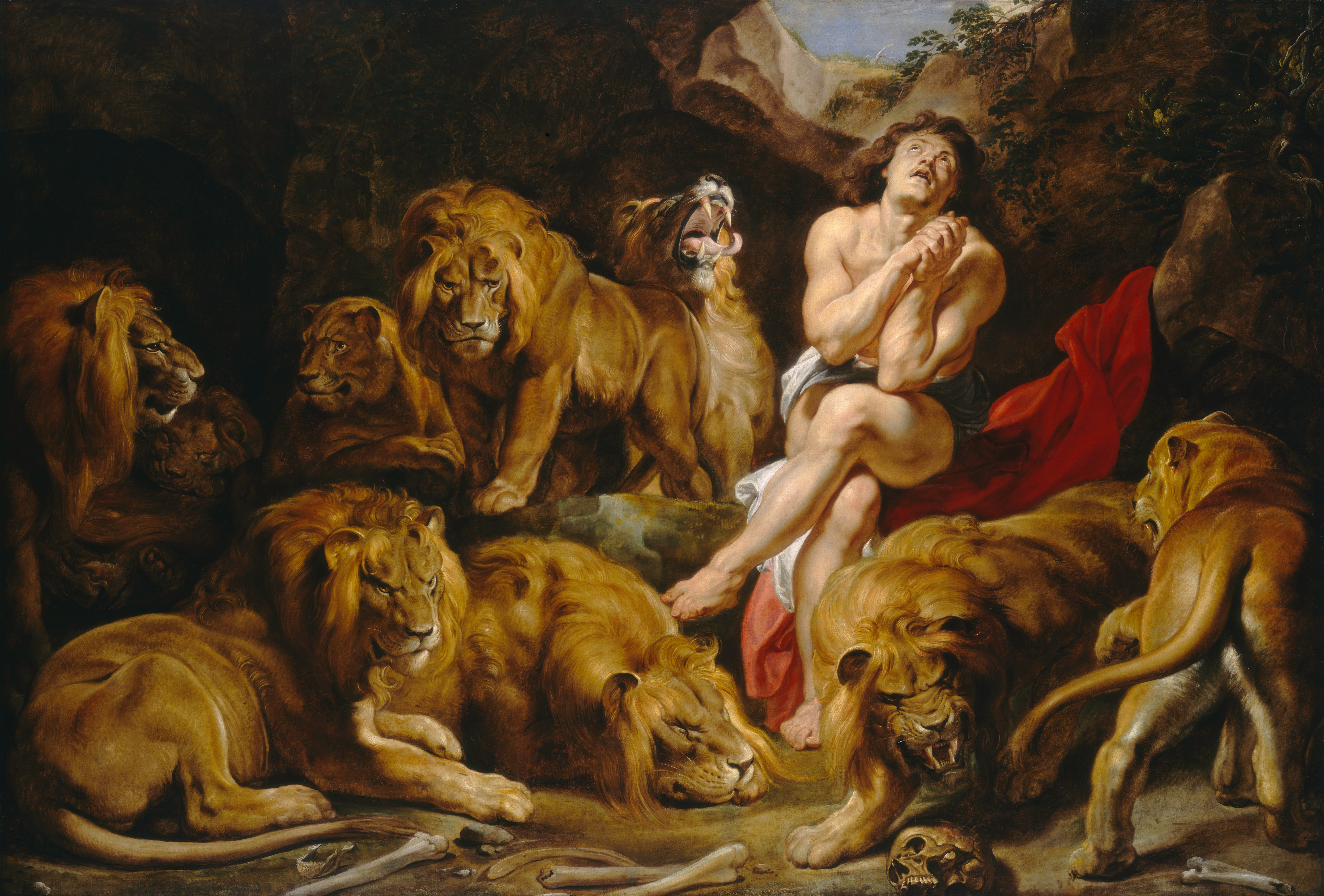
Daniel en el foso de los leones (c. 1615) de Peter Paul Rubens. National Gallery of Art, Washington.

Uno de los primeros relatos, datado en el siglo VI a. C., de damnatio ad bestias se encuentra en la Biblia. El profeta Daniel fue arrojado a los leones por el rey Darío I por su desobediencia, pero escapó milagrosamente de la muerte. Los delatores de Daniel y sus familias fueron sometidos a la misma pena, y mutilados de esa forma.
El propósito exacto de los primeros damnatio ad bestias es desconocido, aunque podría haber sido un sacrificio religioso más que un castigo legal, especialmente en las regiones donde los leones se criaban de forma natural y eran venerados por la población, como en África y zonas de Asia. Por ejemplo, la mitología egipcia contaba con la deidad Ammit, que tenía la parte delantera de un león y devoraba las almas humanas o la diosa Sejmet, que tenía la cabeza de leona. También hay relatos donde leones y cocodrilos se alimentaban de seres humanos, vivos o muertos, en el Antiguo Egipto y Libia, como en el caso del dios con cabeza de cocodrilo, Sobek. La tradición de sacrificios humanos (incluidos los niños) existía, por ejemplo, en Cartago desde finales del siglo IV a. C. hasta mediados del siglo II a. C., con la caída del imperio cartaginés.
La damnatio ad bestias es mencionada como castigo por los historiadores de las campañas de Alejandro Magno. Por ejemplo, en Asia Central, un macedonio llamado Lisímaco, que había hablado ante Alejandro por una persona condenada a muerte, fue arrojado a un león, pero le venció con sus propias manos y se convirtió en uno de los favoritos de Alejandro. Durante la Guerra de los Mercenarios, el general cartaginés Amílcar Barca arrojó prisioneros a las fieras, mientras que Aníbal obligó a los romanos capturados en las guerras púnicas a luchar entre sí, y los sobrevivientes tuvieron que enfrentarse a elefantes.

### Antigua Roma

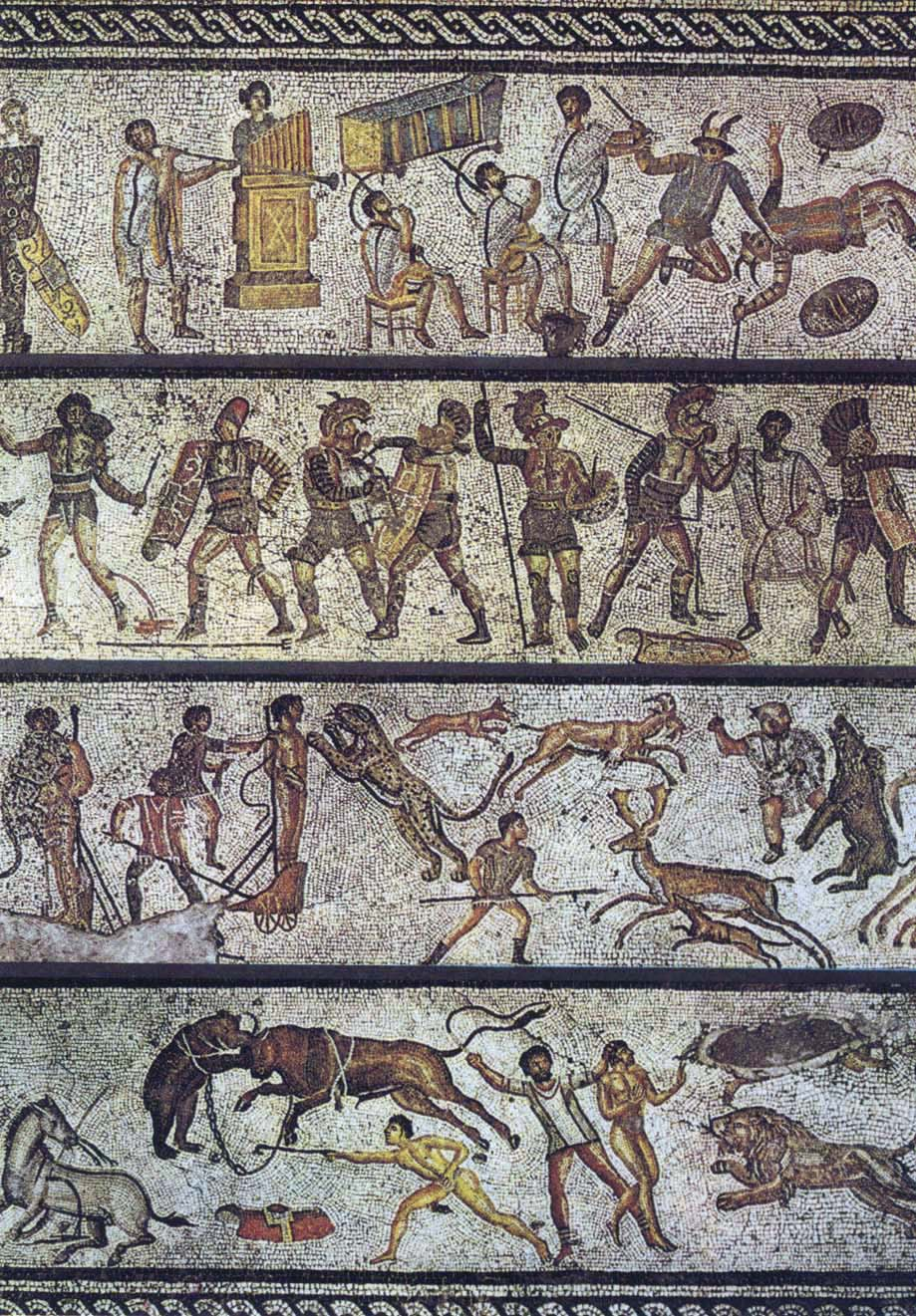
Mosaico con espectáculos en la arena. Museo Arqueológico de Trípoli,

Los leones eran raros en la Antigua Roma y los sacrificios humanos fueron prohibidos, según la leyenda, por Numa Pompilio en el siglo VII a. C.. La damnatio ad bestias no apareció como una práctica espiritual, sino más bien como un espectáculo.
Al condenado se le podía atar a un poste o ser forzado a asumir el papel protagonista de un personaje mitológico despedazado por una bestia (por ejemplo, el suplicio de Prometeo, a quien un águila le devoraba su hígado diariamente, porque cada día le volvía a crecer). Las fieras eran azuzadas por ayudantes que las enfurecían con muñecos, trapos o pinchos. Además de los leones, se utilizaban otros animales salvajes, como osos, tigres, leopardos, panteras negras y toros. Las damnatio ad bestias se llevaban a cabo por la mañana o antes de los combates de gladiadores, cuando el público era particularmente numeroso. Fueron presentados por primera vez en el Foro Romano como actitud ejemplarizante, donde al condenado se le ataba a un poste y ante el éxito, fueron localizados posteriormente en los anfiteatros.
La Lex Petronia 61 prohibió a los amos arrojar al esclavo a las fieras sin la decisión de un juez.